# بوب إليوت (كرة سلة)
بوب إليوت (بالإنجليزية: Bob Elliott)‏ مواليد 16 أغسطس 1955 في آن آربر، هو لاعب كرة سلة أمريكي معتزل. بدأ مسيرته الاحترافية في سنة 1977. تم اختياره من قبل فريق فيلادلفيا سفنتي سيكسرز خلال الدرافت. حمل الرقم 55. يبلغ طوله 6 قدم 9 بوصة (2.1 م). اعتزل اللعب في 1983.

## روابط خارجية
- بوب إليوت على موقع إن بي أي (الإنجليزية)
- بوب إليوت على موقع سبورتس رفرنس (الإنجليزية)
- بوب إليوت على موقع كلية كرة السلة في سبورتس رفرنس.كوم (الإنجليزية)
- بوب إليوت على موقع ريلجم (الإنجليزية)
- بوب إليوت على موقع بروبوليرز (الإنجليزية)